# HSC-5
5ème Escadron d'hélicoptères de combat maritime
Le Helicopter Sea Combat Squadron Five (HSC-5 ou HELSEACOMBATRON 5), anciennement Helicopter Anti-Submarine Squadron FIVE (HS-5), également connu sous le nom de "Nightdippers", est un escadron d'hélicoptères de combat de l'US Navy de la Base navale de Norfolk exploitant le MH-60S Seahawk. L'escadron fait partie de la Carrier Air Wing Seven et se déploie à bord de l'USS Harry S. Truman (CVN-75) pour fournir des capacités de guerre anti-surface, de recherche et sauvetage, de ravitaillement vertical, de recherche et sauvetage au combat et de soutien au Naval Special Warfare Command d'un groupe aéronaval.

## Historique

### Origine

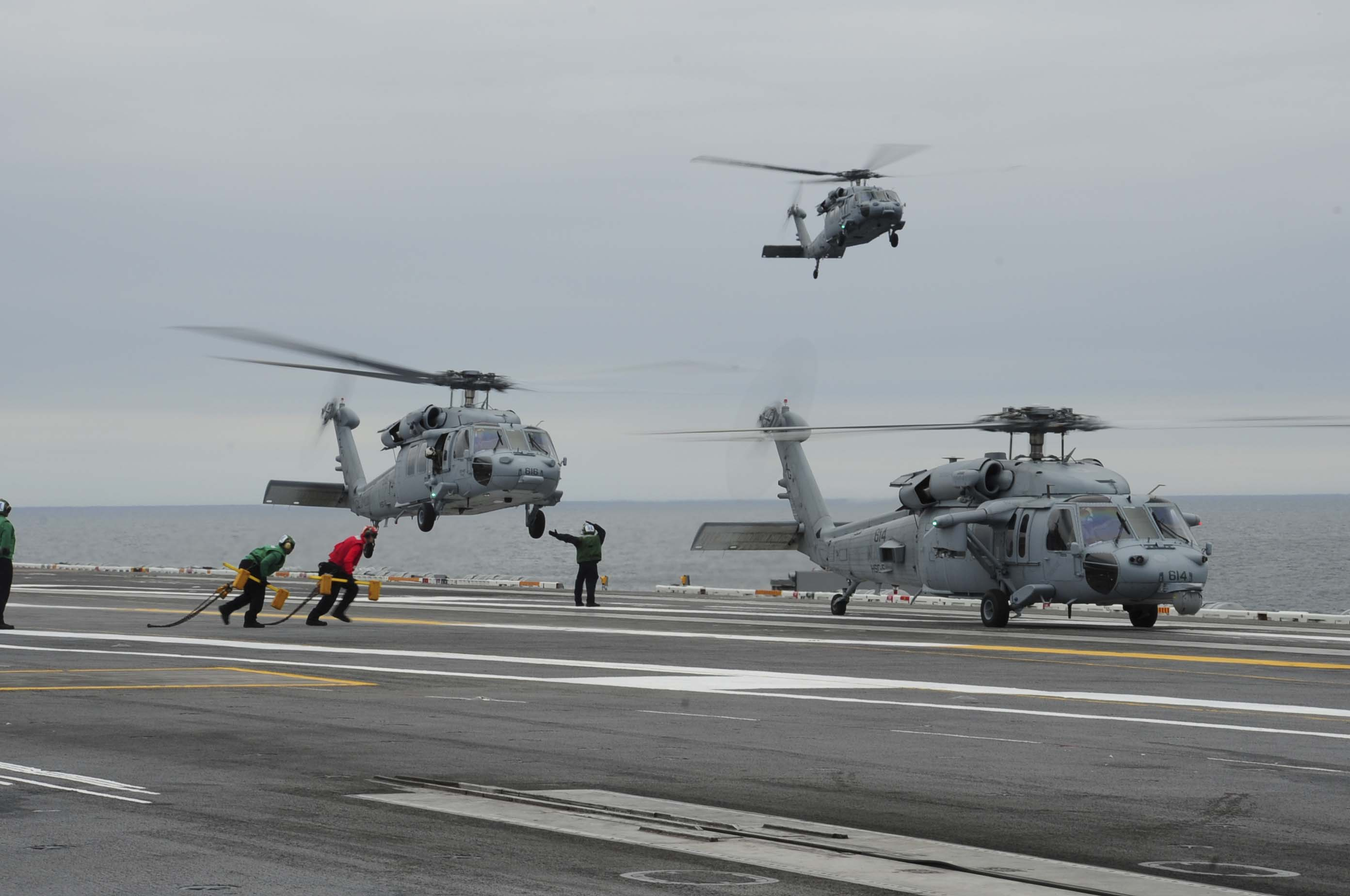
MH-60S du HSC-5 sur USS Theodore Roosevelt (CVN-71) en 2014

L'Helicopter Anti-Submarine Squadron Five (HS-5) a été créé à la Naval Air Station Key West, en Floride, le 3 janvier 1956, pilotant le Sikorsky HSS-1N Seabat. Sa mission principale était d'empêcher l'utilisation efficace des sous-marins par l'ennemi. Affecté au Carrier Antisubmarine Air Group Fifty-Four (CVSG-54)  en 1959, le HS-5 a déménagé au Quonset Point Air National Guard Station,  où l'escadron a effectué plusieurs déploiements ASW et a participé à deux récupérations de vaisseaux spatiaux du programme Mercury, dont le premier astronaute américain, Alan Shepard.

### Transition du HS-5
Le 24 janvier 2014, le HS-5 a achevé sa transition avec le Sikorsky MH-60S et a été renommé HSC-5 lors d'une cérémonie à la base navale de Norfolk.
Il est subordonné au commandant du Helicopter Sea Combat Wing, Atlantic  au sein du Naval Air Force Atlantic